# Nederlands kampioenschap voetbal A-Junioren
Sinds 1961 wordt gestreden om het Nederlands kampioenschap voetbal voor A-junioren.
Het kampioenschap voor A-Junioren is ingevoerd in 1961 onder invloed van de pogingen van de KNVB om te komen tot spelpeilverbetering. A-junioren zijn spelers onder de 19 jaar, de oudste categorie van het jeugdvoetbal. Tot en met het midden van de jaren 50 werd er geen jeugdvoetbal georganiseerd op landelijk KNVB niveau. De 20 onderafdelingen van de KNVB waren verantwoordelijk voor de organisatie van jeugdcompetities. De hoogst beschikbare titel voor A-junioren was dan ook het afdelingskampioenschap. In 1956/57 werd door de afdelingen Groningen, Drenthe en Friesland voor het eerst een jeugdcompetitie georganiseerd met verenigingen uit het gehele district noord. Deze competitie werd de districtsselectieklasse genoemd. De andere vijf districten volgden snel en in 1960/61 werd op het terrein van AGOVV voor het eerst een eindtoernooi georganiseerd om het landskampioenschap interregionale jeugd. Fortuna '54 was de eerste winnaar hiervan. Vanaf 1965/66 werden de finales tussen de 6 districtskampioenen verspeeld op een tweedaags toernooi te Zeist. Dit systeem bleef gehandhaafd tot en met 1984/85.
Van 1962 tot en met 1967 organiseerde de KNVB een betaalde jeugdcompetitie. De professionele verenigingen trokken zich daarop grotendeels terug uit de districtsselectieklassen. Het landskampioenschap bij de interregionale jeugd is vervolgens van 1963 tot en met 1965 niet meer georganiseerd. Vanaf 1966 werd de reeks weer voortgezet. De verenigingen die uitkwamen in de betaalde jeugdcompetitie kwamen voortaan tevens uit met een elftal in de districtsselectieklasse. In verband met de sterk gestegen kosten voor de verenigingen werd er in 1967 besloten om de betaalde jeugdcompetitie af te schaffen. In plaats daarvan kwam er een competitie voor B-elftallen, een combinatie van de aloude reserve-elftallen en oudere jeugdspelers
Met ingang van 1985/86 organiseerde de KNVB zelf een landelijke jeugdcompetitie voor de A-Junioren. In vijf afdelingen A t/m E werd gestreden om toegang tot het eindtoernooi om het landskampioenschap dat in de vorm van een knock-outtoernooi werd gehouden. In een dubbele finale won Ajax van Eindhoven met 0-6 en 4-3. Vanaf 1986/87 werd de competitie op het hoogste niveau georganiseerd in de vorm van een Hoofdklasse A en B. De winnaars daarvan streden tegen elkaar tijdens de landelijke jeugdvoetbaldag om het landskampioenschap. In 1989 werd de finale, waarvoor Ajax en PSV zich hadden geplaatst, niet gespeeld in verband met de vliegramp te Suriname waarbij een groot deel van het het Kleurrijk Elftal verongelukte. Na zes jaar dit systeem te hebben gehanteerd werd uiteindelijk in 1992 de landelijke eredivisie ingevoerd. Van dat seizoen af is de winnaar van de eredivisie automatisch landskampioen.
In het seizoen 2019/2020 werd de Eredivisie voor A-junioren voor het laatst georganiseerd, vanaf het seizoen 2020/2021 werd deze vervangen door twee nieuwe competities, een voor onder 18 teams en een voor onder 21 teams. Waarbij de 'Divisie 1' voor onder 18 teams als opvolger van de Eredivisie voor A-junioren gezien kon worden.
In het seizoen 2024/25 werd de onder 19 competitie opnieuw ingevoerd door de KNVB, onder de naam 'Divisie 1' waarin een najaars- en een voorjaarscompetitie gespeeld zullen worden en het landskampioenschap beslist wordt in een play off tussen de winnaars van deze twee competities. Ook kan er in zowel het najaar als het voorjaar gedegradeerd en gepromoveerd worden. De onder 18 competitie kwam hiermee na vier seizoenen alweer te vervallen. 

## Nederlandse landskampioenen
| Jaar                | Club            |
| ------------------- | --------------- |
| Kampioenscompetitie |                 |
| 1960/61             | Fortuna '54     |
| 1961/62             | Enschedese Boys |
| 1962/63             | -               |
| 1963/64             | -               |
| 1964/65             | -               |
| 1965/66             | NOAD            |
| 1966/67             | Ajax            |
| 1967/68             | Feijenoord      |
| 1968/69             | Go Ahead        |
| 1969/70             | Go Ahead        |
| 1970/71             | Feijenoord      |
| 1971/72             | Feijenoord      |
| 1972/73             | FC Den Haag/ADO |
| 1973/74             | Ajax            |
| 1974/75             | Ajax            |
| 1975/76             | Emmen           |
| 1976/77             | Ajax            |
| 1977/78             | N.E.C.          |
| 1978/79             | Ajax            |
| 1979/80             | Ajax            |

| Jaar        | Club      |
| ----------- | --------- |
| 1980/81     | Feyenoord |
| 1981/82     | Ajax      |
| 1982/83     | Ajax      |
| 1983/84     | Ajax      |
| 1984/85     | Ajax      |
| 1985/86     | Ajax      |
| Hoofdklasse |           |
| 1986/87     | PSV       |
| 1987/88     | Ajax      |
| 1988/89     | -         |
| 1989/90     | PSV       |
| 1990/91     | PSV       |
| 1991/92     | Ajax      |
| Eredivisie  |           |
| 1992/93     | Ajax      |
| 1993/94     | Ajax      |
| 1994/95     | Ajax      |
| 1995/96     | Ajax      |
| 1996/97     | Ajax      |
| 1997/98     | Ajax      |
| 1998/99     | Vitesse   |
| 1999/00     | Feyenoord |

| Jaar      | Club                                            |
| --------- | ----------------------------------------------- |
| 2000/01   | Feyenoord                                       |
| 2001/02   | Ajax                                            |
| 2002/03   | SC Heerenveen                                   |
| 2003/04   | Ajax                                            |
| 2004/05   | Ajax                                            |
| 2005/06   | Ajax                                            |
| 2006/07   | VA FC Twente                                    |
| 2007/08   | Sparta                                          |
| 2008/09   | Feyenoord                                       |
| 2009/10   | Feyenoord                                       |
| 2010/11   | Ajax                                            |
| 2011/12   | Ajax                                            |
| 2012/13   | Feyenoord/Excelsior                             |
| 2013/14   | Ajax                                            |
| 2014/15   | Ajax                                            |
| 2015/16   | Ajax                                            |
| 2016/17   | Ajax                                            |
| 2017/18   | PSV                                             |
| 2018/19   | Ajax                                            |
| 2019/20   | geen kampioen, competitie voortijdig afgebroken |
| 2021-2024 | geen onder 19 kampioenschap                     |
| Divisie 1 |                                                 |
| 2024/25   | Nog bezig                                       |

## Landskampioenen betaalde jeugdcompetitie
| Jaar    | Club        |
| ------- | ----------- |
| 1962/63 | Feijenoord  |
| 1963/64 | Ajax        |
| 1964/65 | FC Volendam |
| 1965/66 | Feijenoord  |
| 1966/67 | Feijenoord  |